# Attentats des ambassades américaines en Afrique du 7 août 1998
Les attentats des ambassades américaines en Afrique du 7 août 1998 se déroulèrent en début de matinée à Nairobi, au Kenya, et à Dar es Salaam, en Tanzanie, prenant pour cibles les ambassades américaines.
Ces attaques-suicides dont les auteurs étaient liés à des membres locaux d'Al-Qaïda, apportèrent à Oussama ben Laden une attention particulière, notamment de la part des États-Unis, qui le placèrent dans la liste des dix fugitifs les plus recherchés du FBI alors que les Talibans avaient démenti ces attaques.
Avec l'attentat du World Trade Center de 1993, l'attentat des tours de Khobar en Arabie saoudite, et l'attentat contre l'USS Cole au Yémen, les attaques des ambassades américaines en Afrique font partie des attentats antiaméricains les plus importants qui précédèrent ceux du 11 septembre 2001.

## Les attentats
Le risque d'attaque sur l'une des deux ambassades était considéré faible selon les autorités diplomatiques américaines, les bâtiments ne bénéficiaient pas de sécurité renforcée à cette époque. Un an auparavant, un mémo avait circulé dans l'administration américaine stipulant que si l'ambassade de Nairobi était attaquée, celle de Dar es Salaam devrait suivre, une menace qui avait alors été identifiée comme faible.

### Nairobi

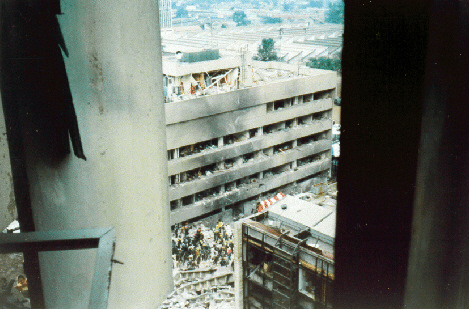
Vue sur l'ambassade de Nairobi après l'explosion.

Vers 10 h 30 (ou 10 h 35 selon les sources), un pick-up entre dans le parking souterrain de la Cooperative Bank voisine, et se dirige vers la rampe d'accès au garage souterrain de l'ambassade américaine gardée par des agents de sécurité. Des échanges de coups de feu ont été entendus, puis une très forte explosion. L'explosion ne fait pas plier les fondations de l'immeuble mais la déflagration fait beaucoup de destruction dans les étages. L'immeuble adjacent de sept étages, le Ufundi Building, a été complètement détruit par l'explosion, alors que l'immeuble de la Cooperative Bank voisin à celui-ci a tenu droit,. Entendant les coups de feu, des employés de l'ambassade américaine se sont rapprochés des vitres pour comprendre la situation, ce qui leur a été fatal au moment de l'explosion.
L'attaque à la voiture piégée contre l'ambassade de Nairobi a tué au moins 213 personnes dont douze Américains - dont deux employés de la CIA -, blessé de 4 000 à 5 500 personnes, et détruit plusieurs grands immeubles situés en plein centre-ville. L'explosion a été entendue à quinze kilomètres à la ronde. L'ambassadrice américaine au Kenya Prudence Bushnell (en) a été légèrement blessée. L'économie du Kenya a été ébranlée par les événements.

### Dar el Salaam

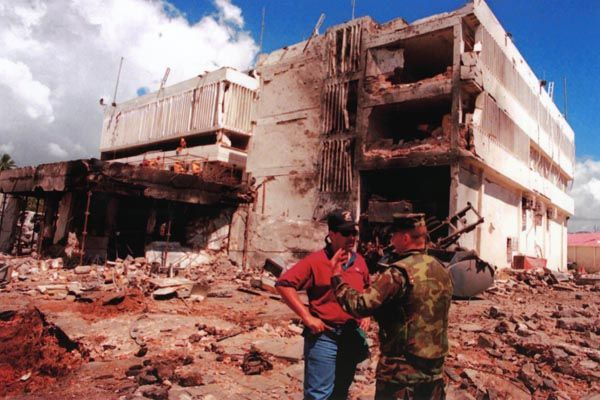
L'ambassade de Dar es Salaam à la suite de l'attentat.

Trente minutes avant l'explosion, les équipes de sécurité de l'ambassade ont procédé à un exercice de sécurité qui comprenait des actes de prévention antiterroriste. Lors de son arrivée aux limites du périmètre de l'ambassade, le véhicule chargé d'explosifs a été bloqué par un camion-citerne (d'eau). Le véhicule explose donc à l'entrée de l'ambassade à 10 h 39. Le camion-citerne a absorbé une partie de la déflagration. Un terroriste est mort dans l'explosion, un autre a pris des photos de l'explosion et s'est enfui.
L'attentat contre l'ambassade à Dar es Salam utilisant le même modus operandi a tué onze personnes (aucune victime américaine) et en blesse 85 autres, les charges explosives étant d'environ 900 kg. Le bâtiment a été fortement ébranle et abîmé, mais n'a pas cédé sous la force de l'explosion. Il n'existe aucun enregistrement vidéo de l'explosion.

## Réactions et revendications
Bill Clinton déclare « Nous utiliserons tous les moyens à notre disposition pour mener les responsables devant la justice, quel que soit le temps nécessaire » et Kofi Annan remarque que « c'est un genre de violence qui n'est pas habituel dans cette région du monde ». Le 10 août, Les Échos évoque « vraisemblablement des attentats à la voiture piégée ». Les Talibans liés à Oussama ben Laden démentent avoir pris part à ces attentats.
Ces actes ont été revendiqués par une organisation disant s'appeler l'Armée islamique de libération des lieux saints, l'attentat de la Ghriba en 2002 a également été revendiqué sous ce nom. Cette organisation revendique notamment le retrait des troupes américaines des villes saoudiennes saintes,.

## Les représailles: l'«opération Infinite Reach»
Les Américains répliquèrent aux attentats par l'opération Infinite Reach le 20 août 1998 : une attaque par missile de croisière de la United States Navy frappa plusieurs camps d'entraînement d'al-Qaida en Afghanistan et détruit une usine pharmaceutique du Soudan, à la suite des soupçons selon lesquels l'usine d'Al-Shifa produisait des armes chimiques, et était contrôlée par le terroriste saoudien Oussama ben Laden.
Les Soudanais ont toujours démenti ces accusations. Une enquête d'experts en armements chimiques, sous les auspices de l'Organisation des Nations unies (ONU), donna raison à la position soudanaise.

## Traque des responsables présumés des attentats

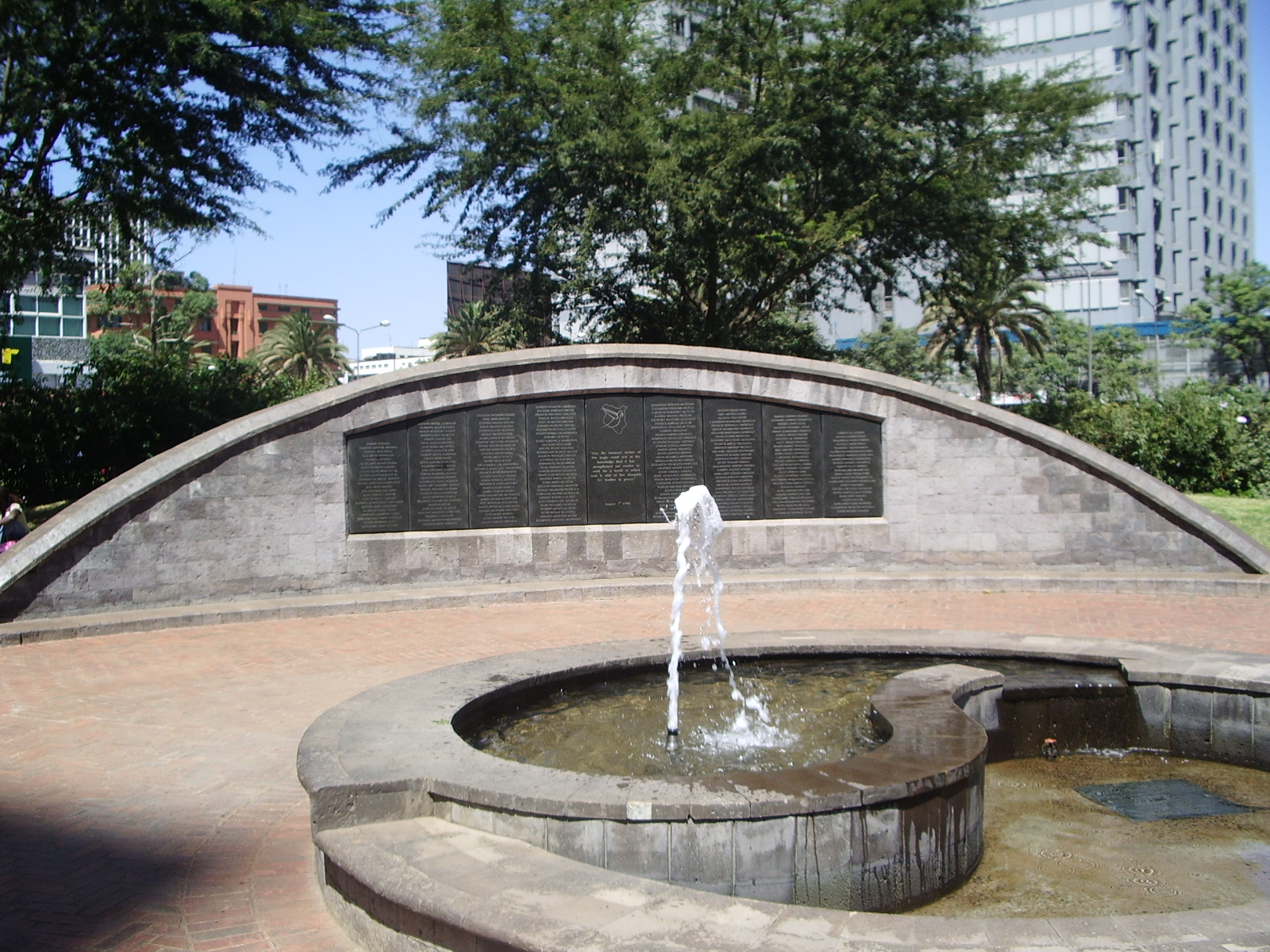
Mémorial à Nairobi.

En décembre 1998, les procureurs fédéraux américains déterminent que la bombe ayant explosé en Tanzanie était chargée avec des batteries de voiture et des réservoirs d'oxygène. La justice américaine lie les attaques à Oussama ben Laden et annonce une récompense de cinq millions de dollars pour la capture d'un des 5 des principaux suspects.
Le Tanzanien Ahmed Khalfan Gailani est capturé en 2004 au Pakistan et transféré au camp de Guantanamo deux ans plus tard. En juin 2009, il devait être le premier détenu de Guantanamo à être jugé devant une juridiction civile, sur l'accusation d'avoir participé à l'organisation des attentats de 1998.
Le 1er janvier 2009, Fahid Mohammed Ally Msalam et Sheikh Ahmed Salim Swedan (en), deux responsables présumés, sont tués par une frappe américaine au Pakistan, un autre responsable, Fazul Abdullah Mohammed, est tué par l'armée somalienne le 8 juin 2011 à Mogadiscio. Anas al-Liby a été arrêté à Tripoli, en Libye, le 5 octobre 2013 par des commandos des États-Unis, du FBI et des agents de CIA. D'autres responsables présumés courent toujours comme Abdullah Ahmed Abdullah.

### Documentaires télévisés
- Attentat à l'Ambassade américaine, 5e épisode de la 3e saison de La Minute de vérité sur National Geographic Channel et sur Direct 8.